# Система FRACAS (менеджмент качества)
FRACAS (от англ.: Failure Reporting Analysis and Corrective Action System, рус.: Система передачи сообщений об отказах, анализа и внесения исправлений)(в терминологии менеджмента качества) - процесс с обратной связью, который используется для улучшения надежности текущих и будущих проектов путем получения замечаний после тестирования, модификаций и использования.

Это производственная система, обычно, но не обязательно представленная программным обеспечением, которая обеспечивает процессы классификации и анализа причин отказов в процессе производства, планирования корректирующих действий в ответ на эти отказы, а также отчетность по каждому этапу. Обычно такая система используется в производственной среде для сбора данных, записи и анализа системных отказов. FRACAS оперирует несоответствиями продукции или процесса, и связанными с ними коренными причинами, чтобы помочь в определении и реализации корректирующих действий .